# El diario de Christopher: Ecos de Dollanganger
Christopher's Diary: Echoes of Dollanganger —en español: El diario de Christopher: Ecos de Dollanganger—  es una novela de ficción gótica de 2015 de V. C. Andrews basada en su serie Dollanganger. Es la segunda entrega de una serie de novelas derivadas de la saga Dollanganger. Es una secuela de El diario de Christopher: Secretos de Foxworth.

## Trama
La historia se desarrolla después del último libro de la serie de Dollanganger Jardín sombrío y El diario de Christopher: Secretos de Foxworth. El padre de Kristin Masterwood, de 17 años, ha sido contratado para renovar Foxworth Hall después de que fuera abandonado después de Seeds of Yesterday. Mientras lo acompaña durante la renovación, descubre los restos del diario de Christopher Dollanganger que registra, en detalle, los acontecimientos de su cautiverio y el de sus hermanos en el ático (tratado por primera vez en el libro Flores en el ático). Kristen y su novio luego recrean estos eventos y se revelan más secretos de los libros anteriores. Descubren más sobre la familia y la persona que reconstruye Foxworth Hall.

## Secuela
El libro es sucedido directamente por El diario de Christopher: hermano secreto.

## Historial de publicación
- Pocket Books (2015): ISBN 9781476790626